# Jon Crosby
Jon Crosby (Los Angeles, 25 de julho de 1976) é um músico estadunidense, fundador da banda VAST. Ele reside em Austin, no estado do Texas.